# Wilhelmsruhe (Sontheim)

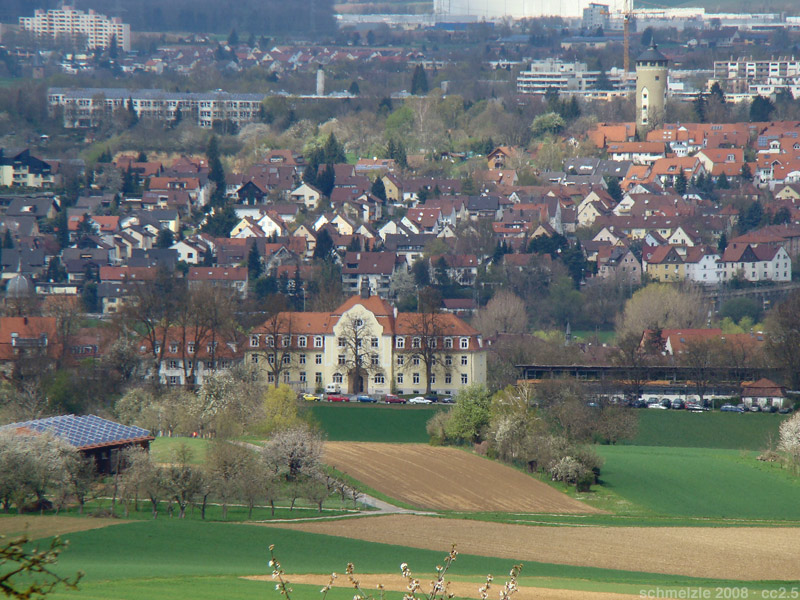
Die Wilhelmsruhe in Heilbronn-Sontheim

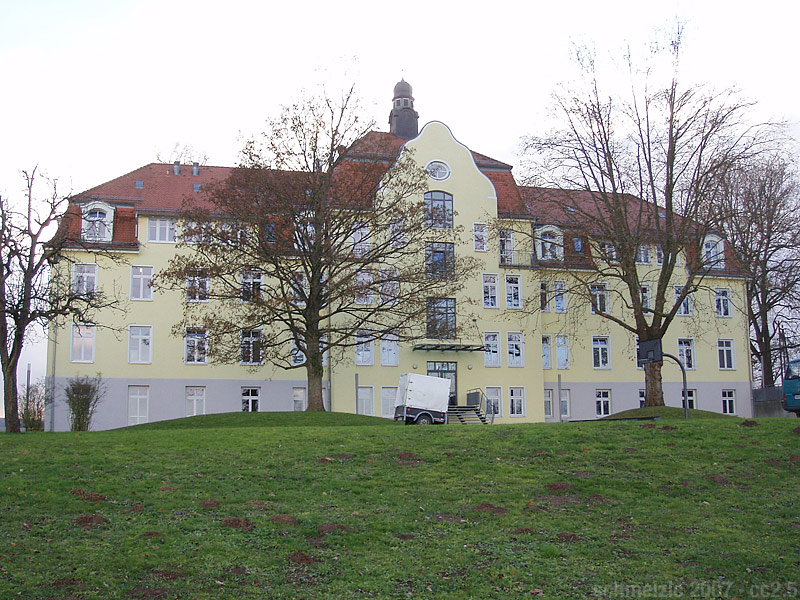
Gebäuderückseite

Das 1907 eingeweihte Gebäude der Wilhelmsruhe in der Hermann-Wolf-Straße 11 im heutigen Heilbronner Stadtteil Sontheim diente im Laufe seiner wechselvollen Geschichte als jüdisches Altersheim, Frauenklinik und Nachsorgeklinik. Heute beherbergt das Gebäude die Alice-Salomon-Schule für Kinder mit besonderem Erziehungsbedarf.

## Geschichte
Der Bau wurde im Jahre 1907 als jüdisches Altersheim eingeweiht. Der mit einem lichten Souterrain viergeschossig aufgeführte Bau steht auf einer Grundfläche von 1160 Ar. Es wies zunächst Raum für 32 Personen auf. Die Wohnräume, 20 Einzelzimmer sowie 6 Doppelzimmer, lagen im 1. und 2. Stock. Im Jahre 1932 baute man die offenen Veranden auf der Rückseite zu Zimmern um, so dass sich die Zahl der Bewohner von 32 auf 48 erhöhte. In den Jahren 1936/37 erfolgte ein abermaliger Erweiterungsbau, der 30 neue Einzelzimmer einbrachte. Im November 1940 wurden die Asylbewohner deportiert oder umgesiedelt.
Zur Geschichte des Bauwerks als jüdisches Altersheim siehe Israelitisches Asyl Sontheim.
Ab 1941 waren Familien von Schwerbeschädigten im Haus untergebracht, später auch aus Jugoslawien verschleppte Zwangsarbeiter. Ab 1946 war das Gebäude Sitz der Städtischen Frauenklinik und wurde später um weitere Flügel in Plattenbauweise nach Osten und Westen erweitert, so dass das Gebäude mit dem westlich davon befindlichen älteren Erweiterungsbau räumlich verbunden war. Ab Januar 1977 diente die Anlage als Nachsorgeklinik Sontheim, die 1991 überraschend geschlossen wurde, um mit dem Pflegepersonal einen Personalnotstand im städtischen Jägerhaus-Krankenhaus zu beheben. Die Plattenbau-Flügel wurden später wieder abgerissen. Nach zehn Jahren Leerstand wurde die Wilhelmsruhe 2001 zur Alice-Salomon-Schule für Erziehungshilfe umgebaut.

## Beschreibung

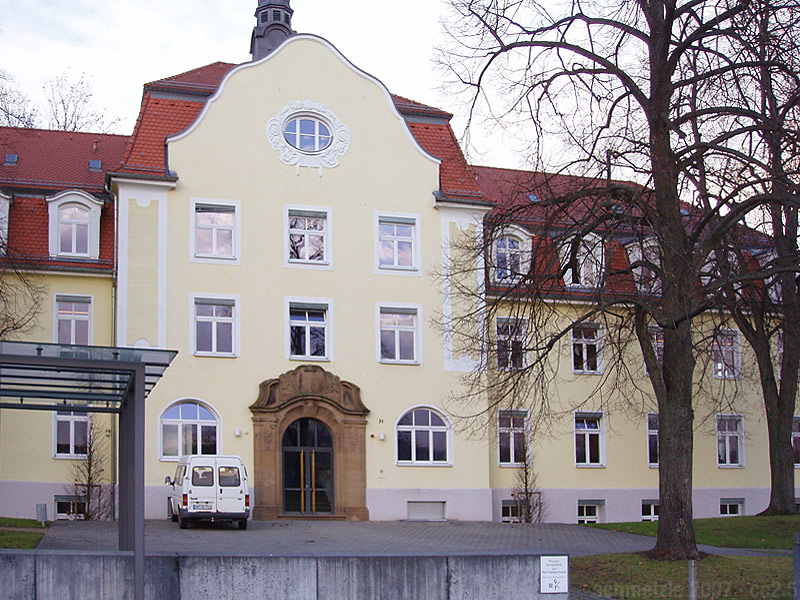
Wilhelmsruhe

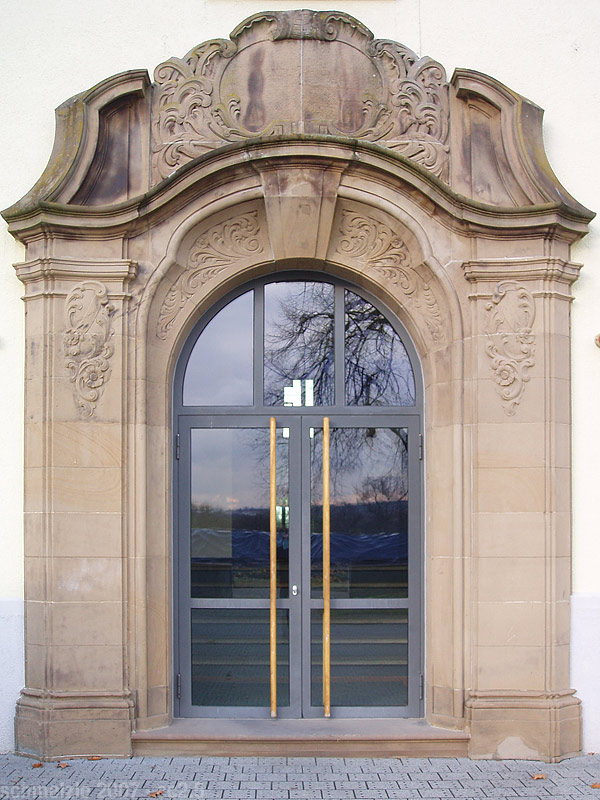
Portal

Das jüdische Altersheim Wilhelmsruhe steht auf dem Grundstück Hermann-Wolf-Straße 11 und beherbergt heute die Alice-Salomon-Schule. Das Gebäude wurde 1907 von den Stuttgarter Architekten Carl Heim und Jacob Früh im Stil des Neobarock erbaut. Eine erhebliche Erweiterung des Gebäudes (um 30 Einzelzimmer) erfolgte 1936–1937 durch den Stuttgarter Architekten Oskar Bloch. Nachdem Bloch am 6. Januar 1937 gestorben war, wurde das Projekt durch seinen ehemaligen Büropartner Ernst Guggenheimer fortgeführt, als lokaler Bauleiter fungierte der von den Nationalsozialisten abgesetzte vormalige Heilbronner Bürgermeister, der Architekt Emil Beutinger, der in Heilbronn schon zahlreiche andere Bauten errichtet hatte.

### Äußeres
Das Gebäude mit einer Höhe von dreieinhalb Geschossen spricht ganz die Formensprache des Neobarock. In der Mitte des Gebäudes springt ein Mittelrisalit hervor, der oben im Bereich des Mansardwalmdachs mit einem hohen gebogenen Segmentgiebel abschließt. Im Jahre 1932 baute man die offenen Veranden auf der Rückseite zu Zimmern um, so dass sich die Zahl der Bewohner von 32 auf 48 erhöhte.

### Inneres
Der über einem lichten Souterrain viergeschossige Bau steht auf einer Grundfläche von 1160 Ar. Er wies zunächst Räume für 32 Personen auf. Die Wohnräume, 20 Einzelzimmer und 6 Doppelzimmer, befanden sich im 1. und 2. Obergeschoss. Die Zimmer lagen an hellen Gängen und besaßen außer einem bequemen Bett mit Federbetten, einen Schrank, einen Tisch, zwei Stühle, einen Nachttisch, einen bequemen Korbstuhl und einen Schemel. Im Gang besaß jeder Bewohner einen zweiten Schrank. Gemeinschaftsräume waren das Lesezimmer, der Speiseraum und der mit einer Farbverglasung versehene jüdische Betsaal.

### Betsaal
Der ursprüngliche Betsaal des Wohnheims befand sich in dem 1907 fertiggestellten Gebäude der Wilhelmsruhe. Der zweite und größere Betsaal wurde innerhalb des 1937 erweiterten Komplexes gebaut, wobei der erste Betsaal von 1907 darin aufging. Der neue Betsaal des Israelitischen Asyls war im Stil des Neuen Bauens gebaut worden.
Durch die Halle des Neubaus des Israelitischen Asyls gelangte man in den Betsaal. Der Betsaal soll „ein besonderer Glanzpunkt des Neubaus“ gewesen sein. Er konnte an den hohen Festtagen, wenn auch Angehörige der Bewohner eintrafen, durch eine Schiebetür vergrößert werden. Der Aron ha'kodesch (hebr.: ארון הקודש, dt.: „Heilige Lade“) war in „hellen warmen Holztönen“ gehalten und bewahrte Torarollen, die vom „Israelitischen Landes-Asyl- und Unterstützungsvereins“ gespendet worden waren. Zu den Stiftern zählten Sulzbacher, David Stern, Strauss, Tänzer und Grailsamer.
In dem großen Glasfenster befand sich die hebräische Inschrift „Preise meine Seele den Ewigen, und vergiss nicht alle seine Wohltaten“.